# ニュース解説 眼
ニュース解説 眼（ニュースかいせつ・め）は朝日ニュースターで放送されていた報道教養番組である。

## 概要
番組では最近のニュースについて、特に気になる項目を毎日一つずつ取り上げ、司会者3人が週交代で、それらについてのわかりやすい解説を行う。2010年10月4日に放送開始。朝日ニュースターのテレビ朝日直営化に伴う抜本的な番組改編のため、2012年3月30日終了。

## 司会者
番組上の題名は「ニュース解説 眼」であるが、実際には当日の司会担当者の名前が入るため、スタジオモニターには「ニュース解説（司会者名）の眼」と表示されている。
- 神保哲生（ビデオジャーナリスト　政治・外交）
- 青木理（ジャーナリスト　東アジア問題）
- 小幡績（慶應義塾大学准教授　経済・金融）

更に女子大学生が進行アシスタントを担当している

## 放送日時
- 初回は原則として平日23:00-23:10生放送
- 再放送　放送翌日（金曜分は次週月曜）
  - 7:00～7:10
  - 10:45～10:55
  - 12:00～12:30（ただし火曜日に「朝日opini on tv 争論、耕論」がある場合は12:30～12:40）
  - 16:00～16:10他